# Hayes Center
Hayes Center é uma vila localizada no estado americano de Nebraska, no Condado de Hayes.

## Demografia
Segundo o censo americano de 2000, a sua população era de 240 habitantes.
Em 2006, foi estimada uma população de 226, um decréscimo de 14 (-5.8%).

## Geografia
De acordo com o United States Census Bureau, a localidade tem uma área de 0,7 km², sem área coberta por água. Hayes Center localiza-se a aproximadamente 928 m acima do nível do mar.

## Localidades na vizinhança
O diagrama seguinte representa as localidades num raio de 36 km ao redor de Hayes Center.